# Witching Hour Productions
Witching Hour Productions – polska niezależna wytwórnia muzyczna, założona na początku lat 90. XX w. przez Bartłomieja "Barta" Krysiuka, wokalistę zespołu Hermh. W początkowym okresie działalności Witching Hour wydała m.in. kasety prekursorów black metalu w Polsce - zespołów Xantotol i Graveland. W drugiej połowie lat 90. przedsiębiorstwo zaprzestało działalności. Krysiuk wznowił działalność w 2008 roku. Tego samego roku nakładem Witching Hour ukazały się płyty zespołów Hermh i Hell-Born.
Witching Hour Productions wydała ponadto płyty takich zespołów jak: Supreme Lord, Deus Mortem, Azarath, Behemoth, Mastiphal, Naumachia, December’s Fire, Hate, Magnus, Masachist, Non Opus Dei, Lost Soul, Nomad, Trauma, Moon oraz Morowe.